# 6042 Cheshirecat
6042 Cheshirecat (1990 WW2) là một tiểu hành tinh bay qua Sao Hỏa được phát hiện ngày 23 tháng 11 năm 1990 bởi A. Natori và T. Urata ở đài thiên văn JCPM Yakiimo.